# گوستاوو ری
گوستاوو ری (ایتالیایی: Gustavo Re؛ ‏ ۴ ژوئیهٔ ۱۹۰۸ - ۵ ژوئن ۱۹۷۹)  بازیگر ایتالیایی بود.
از فیلم‌های معروف او می‌توان به بازی در انتقام دکتر مابوزه، تسخیرناپذیران، قلعه فو مانچو و بیست گام تا مرگ اشاره کرد.